# Rue Kessels
Pour les articles homonymes, voir Kessels.
La rue Kessels (en néerlandais : Kesselsstraat) est une rue bruxelloise de la commune de Schaerbeek qui va de la rue des Coteaux à l'avenue Louis Bertrand en passant par la rue Édouard Fiers.
La numérotation des habitations va de 1 à 81 pour le côté impair et de 2 à 96 pour le côté pair.
La rue porte le nom d'un sculpteur belge, Mattheus Kessels, né à Maastricht le 20 mai 1784 et décédé à Rome le 3 mars 1836.

## Adresses notables
- no 14 : Crèche et appartements (habitat passif)[1]
- no 51 : Espace Kessels (anciens bains communaux)